# Mordet på Travis Alexander
Travis Victor Alexander (1977–2008) var en amerikansk försäljare som blev mördad av sin före detta flickvän Jodi Ann Arias (född 1980) i sin bostad i Mesa i Arizona den 4 juni 2008. Alexander påträffades i sitt badrum med omkring 27 knivhugg, avskuren hals samt ett skott i huvudet. Arias bedyrade att hon hade dödat Alexander i självförsvar, men juryn lät sig inte övertygas. Hon dömdes för överlagt mord till livstids fängelse utan möjlighet till villkorlig frigivning. Mordet och rättegången fick mycket stor uppmärksamhet i USA.
Arias avtjänar sitt straff på anstalten Arizona State Prison Complex – Perryville i Goodyear i Arizona.